# Кеолвальд (король Мерсії)
Кеолвальд (*Ceolwald, д/н —716) — король Мерсії у 716 році.

## Життєпис
Походив з династії Ікелінгів. Вважається сином мерсійського короля Етельреда I, проте низка дослідників ставить це під сумнів. На родинні зв'язки Кеолвальда з правлячою династією (лінією Пенди) на думку дослідників вказує схожість з іменем попередніх королів Кеолреда та Кенреда.
У 716 році після смерті короля Кеолреда (можливо Кеолвальд брав участь у змові), якого напевне було отруєно, новим королем став Кеолвальд. Але він володарював декілька місяців. Його було повалено, а новим королем став Етельбальд з лінії короля Еови.